# Zaleptus tricolor
Zaleptus tricolor is een hooiwagen uit de familie Sclerosomatidae.